# أوسكار غونزاليس غيريرو
أوسكار غونزاليس غيريرو (بالإسبانية: Oscar González Guerrero)‏ هو فنان قصص مصورة مكسيكي، ولد في 17 يناير 1926، وتوفي في 18 مايو 2017.